# Schücking (Familie)

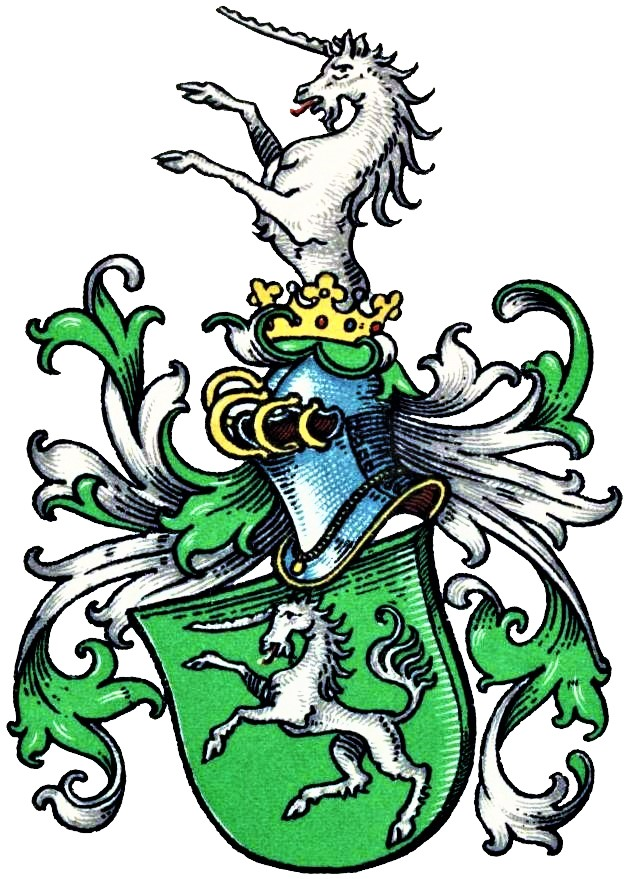
Wappen der Familie Schücking im Wappenbuch des Westfälischen Adels

Schücking ist der Name eines westfälischen Patriziergeschlechts, aus dem zahlreiche hohe Juristen und Beamte sowie bekannte Gelehrte, Wissenschaftler und Schriftsteller hervorgegangen sind.

## Geschichte
Die Familie Schücking wird 1362 erstmals urkundlich erwähnt und im Mittelalter zu den ritterbürtigen ratsfähigen Stadtgeschlechtern der Stadt Coesfeld gezählt. Der Diplomat und münsterscher Kanzler Christoph Bernhard Engelbert Schücking (1704–1774) wurde 1757 von Kaiser Franz I. Stephan als von Schüching in den Reichsadelsstand erhoben. Das bekannteste Mitglied der Familie ist Levin Schücking (1814–1883), der ein enger Vertrauter der Dichterin Annette von Droste-Hülshoff war, und selbst in die Literaturgeschichte eingegangen ist.

## Stammliste
- Adrian Schücking (1621–1680), münsterscher Oberkriegskommissar ⚭ I 1648 Catharina geb. Schmale (um 1625–1678); ⚭ II 1677 Maria Angela geb. von Schemmen (1661–1706)
  - aus I: Engelbert Schücking (1649 – nach 1692), münsterscher Oberkriegskommissar und Rentmeister des Amtes Wolbeck ⚭ Maria Gertrud geb. Stael
    - Ferdinand Engelbert Schücking (1682–1730), Rentmeister des Amtes Wolbeck ⚭ Johanna Gertrud geb. Hoeningh
      - Christoph Bernhard Engelbert Schücking (1704–1774), Diplomat, münsterscher Kanzler, 1757 als von Schüching in den Reichsadelsstand erhoben ⚭ Maria Catharina geb. Wibbert (1716–1754)
        - Gottfried von Schüching (1745–1810), Gutsbesitzer ⚭ Amalia geb. Hosius (1750–1826)
          - Johann Bernhard von Schüching (1779–1843), Major, Amtmann des Amtes Altwarendorf ⚭ Sophie geb. Freiin Ostman von der Leye (1783–1865)
            - August von Schüching (1816–1884), Beamter
              - Heinrich von Schüching (1867–1943), Geschäftsmann
                - Anna Maria (genannt Mirza) von Schüching (1896–1967), Übersetzerin ⚭ Géza Engl
                - Bernhard von Schüching (1900–1959) ⚭ I 1922  Ruth geb. Goetz (1880–1965), Schriftstellerin (Scheidung 1942); ⚭ II Susanne Holländer geb. Friedemann (1906–1990)

      - Gottfried Laurenz Schücking (1717–1774), Rentmeister des Amtes Wolbeck ⚭ Maria Elisabeth Henrica Theresia geb. Wettendorff
        - Christoph Bernhard Schücking (1753–1778), Privatgelehrter und Schriftsteller
        - Clemens August Schücking (1759–1790), Privatgelehrter und Schriftsteller

    - Catharina Theodora Sybille geb. Schücking (1679–1742) ⚭ Gottfried Laurenz Pictorius (1663–1729), Architekt

  - aus I: Christoph Bernhard Schücking (1762–1713), Oberkriegskommissar des Amtes Meppen
  - aus II: Johann Nikolaus Schücking (1679–1735), Jurist ⚭ Christina Genovefa von der Becke gen. Boichorst
    - Christoph Bernhard Schücking (1714–80), Jurist ⚭ Anna Adolphine Nicolaja geb. Schücking (1715–1754), Tochter von Ferdinand Engelbert Schücking (1682–1730)
      - Christoph Bernhard Schücking (1748–1826), Jurist, Richter in Vechta und Damme und münsterscher Hofgerichtspräsident in Meppen ⚭ Margarethe Hermine Schmitjan (1753–1813)
        - Paulus Modestus Schücking (1787–1867), Jurist, Beamter und Autor ⚭ I Katharina Sibylle geb. Busch (1791–1831), Dichterin; ⚭ II Ottilie geb. Brück (1807–1850)
          - aus I: Levin Schücking (1814–1883), Dichter ⚭ Louise geb. Freiin von Gall (1815–1855), Schriftstellerin
            - Lothar Carl Levin Schücking (1844–1901), Jurist und Landgerichtsrat ⚭ Luise Wilhelmine Amalie geb. Beitzke (1849–1920), Tochter von Heinrich Beitzke (1798–1867), Militärschriftsteller
              - Lothar Engelbert Schücking (1873–1943), Jurist, Schriftsteller, Bürgermeister ⚭ I Eva geb. Bachmann (1880–1966), Tochter von Julius Bachmann (1844–1924), Jurist, Politiker und Bürgermeister; ⚭ II Ellen Louise Hudoffsky (1894–1969)
                - aus II: Annette geb. Schücking (1920–2017) Juristin und Frauenrechtlerin ⚭ Helmut Homeyer
                - aus II: Engelbert Schücking (1926–2015), theoretischer Physiker und Astrophysiker
                  - Heffa Schücking (* 1959), Biologin und Umweltaktivistin

              - Walther Schücking (1875–1935), Politiker, Jurist und Völkerrechtler ⚭ Adelheid geb. von Laer (1881–1952)
                - Christoph Bernhard Schücking (1912–2004), Jurist, Landrat, Präsident des hessischen Landkreistags und beamteter Staatssekretär
                - Hermann-Reyner Schücking (1919–2000) ⚭ Ursula geb. von Hamm (1925–2014)
                  - Christoph Schücking (* 1951), Jurist, Vorsitzender des Aufsichtsrats der Fürstlich Castell’schen Bank ⚭ 1984 Dorothee Prinzessin zu Löwenstein-Wertheim-Freudenberg (* 1955), Tochter von Alfred Ernst, 7. Fürst zu Löwenstein-Wertheim-Freudenberg (1924–2010)
                  - Beate Schücking (* 1956), Medizinerin und Hochschullehrerin, Rektorin der Universität Leipzig

              - Levin Ludwig Schücking (1878–1964), Anglist ⚭ Elisabeth geb. Gerke (1885–1981)
                - Beate Schücking (1915–2004), Ärztin und Psychotherapeutin

            - Gerhardine Friederike Juliane Catharina geb. Schücking (1846–1906) ⚭ I 1868 Werner Schuch (1843–1918), Maler (Scheidung); ⚭ II 1893 Heinrich Rickert (1833–1902), Journalist und Politiker
            - Theophanie (genannt Theo) Schücking (1850–1903), Journalistin
            - Adrian Schücking (1852–1914), Mediziner und Politiker ⚭ Sophie Marie geb. Henze (1857–1942)

          - aus I: Alfred Schücking (1818–1898), Jurist, Diplomat und Zeitungsgründer
          - aus I: Pauline Schücking (1825–1896), Beziehung mit einem unbekannten Herrn
            - Alfred Schücking (1860–1932), k. u. k. Generalstabsarzt

          - aus I: Prosper Schücking (1829–1887), Mediziner
          - aus II: Constantin Schücking (1833–1877) ⚭ Elise geb. Sutro (1840–1899)
          - aus II: Anna Maria Catharina (genannt Kathinka) geb. Schücking (1834–1910), Schriftstellerin ⚭ Emil Sutro (1832–1906), Fabrikant und Schriftsteller

## Haus Schücking

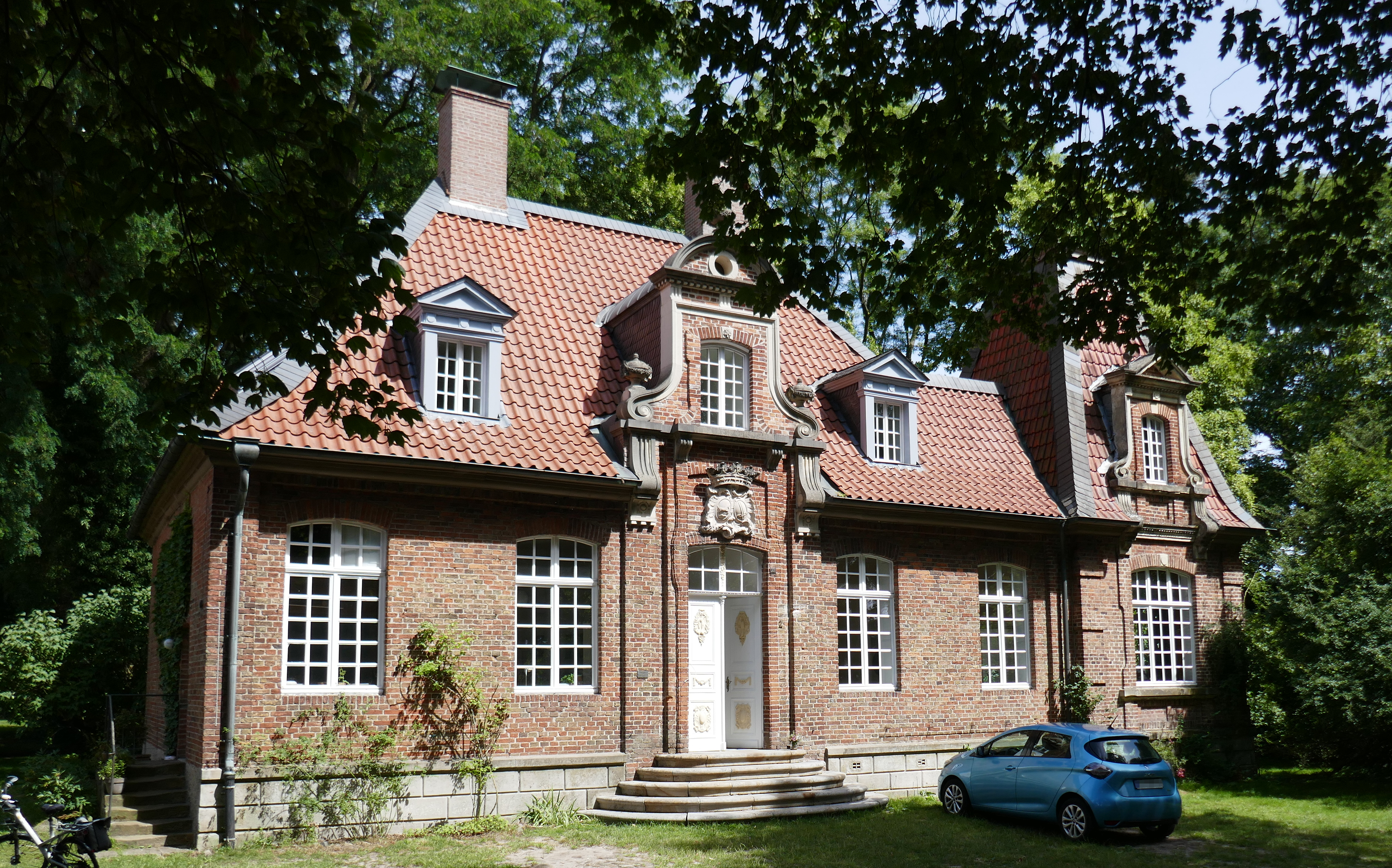
Haus Schücking in Sassenberg

Das Haus Schücking in Sassenberg ist ein barocker eingeschossiger Backsteinbau mit Walmdach, der 1754 für den bischöflich münsterschen Kanzler Christoph Bernhard Engelbert Schücking (1704–1774) erbaut wurde. Die Pläne entwarf der westfälische Baumeister Johann Conrad Schlaun. Das Haus wurde 1882 umgebaut und steht seit 1982 unter Denkmalschutz.

## Wappen
Blasonierung: In Grün ein nach rechts springendes silbernes Einhorn. Auf dem gekrönten Helm das Einhorn wachsend. Die Helmdecken sind grün-silbern.